# Pompiliu Stoica
Pompiliu Sorin Stoica est un footballeur international roumain né le 10 septembre 1976 à Buzău.
Il est le père de Ianis Stoica, lui aussi footballeur professionnel.

## Palmarès
- 8 sélections et 1 but avec l'équipe de Roumanie entre 2000 et 2006.
- Champion de Roumanie en 2001 avec le Steaua Bucarest
- Finaliste de la Coupe de Russie en 2007 avec le FK Moscou